# Олександр Януш Заславський-Острозький
Олександр Януш Заславський-Острозький, князь Олександр Януш на Острозі Заславський граф на Тарнові (*1650 — †1673) — 3-й острозький ординат (1656–1682), останній нащадок магнатської родини Заславських та княжого роду Острозьких по чоловічій лінії. 

## Життєпис
Єдиний син князя Владислава Домініка Заславського. У 1657 році Станіслав-Казимир Беневський став опікуном Олександра Януша, малолітнього дідича м. Тарнів.
У 1669 році був одним з кандидатів на трон Речі Посполитої, натомість був обраний Михайло I Корибут Вишневецький. У 1670 році заклав юридичну академію у Варшаві. Близько 1660 року заснував місто Олександрію. У 1670 заклав у старосвітській Варшаві юридику, названу на його ім'я Олександрією (з кінця XVIII століття та дільниця називається Динаси), де знаходиться так званий замок князів Острозьких.
У вроцлавському «Оссолінеумі» зберігається книга з приватної бібліотеки Олександра Заславського лат. Textus Veteris arti scilicet Isagogaru[m] Porpirij praedicamentorum Aristotelis simul cum duobus libris perihermenias eiusde[m] eme[n]date impressum [...] ; Eisagogī eis tas Aristotelous kategorias. Cracovie 1510.
1673 року бездітний Олександр Януш Заславський-Острозький помер. Він не був одружений і не залишив після себе нащадків. Після смерті Олександра Януша Острозьку ординацію успадкувала його молодша сестра Теофіла Людвіка Заславська (1654—1709), дружина великого гетьмана коронного князя Дмитра Юрія Вишневецького.

## Родинні зв'язки
| Софія Теофіла Данилович | Софія Теофіла Данилович | Софія Теофіла Данилович | Софія Теофіла Данилович | Софія Теофіла Данилович | Софія Теофіла Данилович |                   |                   |                   |                   |                   |                   | Якуб Собеський | Якуб Собеський | Якуб Собеський | Якуб Собеський | Якуб Собеський                        | Якуб Собеський |  |  | Єфросина Янушівна Острозька | Єфросина Янушівна Острозька | Єфросина Янушівна Острозька | Єфросина Янушівна Острозька | Єфросина Янушівна Острозька | Єфросина Янушівна Острозька |                                          |                                          |                                          |                                          |                                          |                                          | Олександр Янушович Заславський | Олександр Янушович Заславський | Олександр Янушович Заславський | Олександр Янушович Заславський | Олександр Янушович Заславський | Олександр Янушович Заславський |  |  |
| Софія Теофіла Данилович | Софія Теофіла Данилович | Софія Теофіла Данилович | Софія Теофіла Данилович | Софія Теофіла Данилович | Софія Теофіла Данилович |                   |                   |                   |                   |                   |                   | Якуб Собеський | Якуб Собеський | Якуб Собеський | Якуб Собеський | Якуб Собеський                        | Якуб Собеський |  |  | Єфросина Янушівна Острозька | Єфросина Янушівна Острозька | Єфросина Янушівна Острозька | Єфросина Янушівна Острозька | Єфросина Янушівна Острозька | Єфросина Янушівна Острозька |                                          |                                          |                                          |                                          |                                          |                                          | Олександр Янушович Заславський | Олександр Янушович Заславський | Олександр Янушович Заславський | Олександр Янушович Заславський | Олександр Янушович Заславський | Олександр Янушович Заславський |  |  |
|                         |                         |                         |                         |                         |                         |                   |                   |                   |                   |                   |                   |                |                |                |                |                                       |                |  |  |                             |                             |                             |                             |                             |                             |                                          |                                          |                                          |                                          |                                          |                                          |                                |                                |                                |                                |                                |                                |  |  |
|                         |                         |                         |                         |                         |                         | Катерина Собеська | Катерина Собеська | Катерина Собеська | Катерина Собеська | Катерина Собеська | Катерина Собеська |                |                |                |                |                                       |                |  |  |                             |                             |                             |                             |                             |                             | Владислав Домінік Заславський-Острозький | Владислав Домінік Заславський-Острозький | Владислав Домінік Заславський-Острозький | Владислав Домінік Заславський-Острозький | Владислав Домінік Заславський-Острозький | Владислав Домінік Заславський-Острозький |                                |                                |                                |                                |                                |                                |  |  |
|                         |                         |                         |                         |                         |                         | Катерина Собеська | Катерина Собеська | Катерина Собеська | Катерина Собеська | Катерина Собеська | Катерина Собеська |                |                |                |                |                                       |                |  |  |                             |                             |                             |                             |                             |                             | Владислав Домінік Заславський-Острозький | Владислав Домінік Заславський-Острозький | Владислав Домінік Заславський-Острозький | Владислав Домінік Заславський-Острозький | Владислав Домінік Заславський-Острозький | Владислав Домінік Заславський-Острозький |                                |                                |                                |                                |                                |                                |  |  |
|                         |                         |                         |                         |                         |                         |                   |                   |                   |                   |                   |                   |                |                |                |                |                                       |                |  |  |                             |                             |                             |                             |                             |                             |                                          |                                          |                                          |                                          |                                          |                                          |                                |                                |                                |                                |                                |                                |  |  |
|                         |                         |                         |                         |                         |                         |                   |                   |                   |                   |                   |                   |                |                |                |                | Олександр Януш Заславський-Острозький |                |  |  |                             |                             |                             |                             |                             |                             |                                          |                                          |                                          |                                          |                                          |                                          |                                |                                |                                |                                |                                |                                |  |  |